# Elsa la rose
Pour plus de détails, voir Fiche technique et Distribution.
Elsa la rose est un court-métrage documentaire français réalisé par Agnès Varda et Raymond Zanchi en 1966.

## Synopsis
L'histoire d'amour de Louis Aragon et Elsa Triolet.

## Fiche technique
- Titre : Elsa la rose
- Réalisation : Agnès Varda, Raymond Zanchi
- Scénario : Louis Aragon, Agnès Varda
- Photo : Willy Kurant, William Lubtchansky
- Montage : Jean Hamon
- Son : Bernard Ortion, Jacques Bonpunt
- Société de production : Ciné-Tamaris
- Pays d'origine :  France
- Langue originale : français
- Durée : 20 minutes
- Date de sortie : 
  - France - 23 octobre 1966

## Distribution
- Elsa Triolet : elle-même
- Louis Aragon : lui-même
- Michel Piccoli : récitant